# لي جاسبر
لي جاسبر (بالإنجليزية: Lee Jasper)‏ هو سياسي بريطاني، ولد في 4 نوفمبر 1958 بمانشستر في المملكة المتحدة.